# Марумби
Марумби (порт. Marumbi) — муниципалитет в Бразилии, входит в штат Парана. Составная часть мезорегиона Северо-центральная часть штата Парана. Входит в экономико-статистический  микрорегион Фашинал. Население составляет 4320 человек на 2006 год. Занимает площадь 208,470 км². Плотность населения — 20,7 чел./км².

## История
Город основан 25 июля 1960 года.

## Статистика
- Валовой внутренний продукт на 2003 год составляет 29 492 206,00 реалов (данные: Бразильский институт географии и статистики).
- Валовой внутренний продукт на душу населения на 2003 год составляет 6621,51 реалов (данные: Бразильский институт географии и статистики).
- Индекс развития человеческого потенциала на 2000 год составляет 0,735 (данные: Программа развития ООН).